# Sari Grönholm
Sari Karrin Elisabet Grönholm (ur. 4 czerwca 1980 w Pusula) – fińska snowboardzistka, brązowa medalistka mistrzostw świata.

## Kariera
Po raz pierwszy na arenie międzynarodowej pojawiła się 25 marca 1999 roku w Vuokatti, gdzie w mistrzostwach kraju zwyciężyła w snowcrossie. W 2000 roku wystąpiła na mistrzostwach świata juniorów w Berchtesgaden, zajmując 19. miejsce w halfpipe'ie. Był to jej jedyny start na imprezach tego cyklu.
W zawodach Pucharu Świata zadebiutowała 15 stycznia 2000 roku w Berchtesgaden, zajmując 15. miejsce w halfpipe’ie. Tym samym już w swoim debiucie wywalczyła pierwsze pucharowe punkty. Nigdy nie stanęła na podium zawodów tego cyklu; najwyższą lokatę uzyskując 10 lutego 2001 roku w Berchtesgaden, gdzie była piąta w tej samej konkurencji. Najlepsze wyniki osiągnęła w sezonie 2001/2002, kiedy to zajęła 20. miejsce w klasyfikacji generalnej.
Jej największym sukcesem jest brązowy medal w halfpipe’ie wywalczony na mistrzostwach świata w Madonna di Campiglio w 2001 roku. W zawodach tych wyprzedziły ją jedynie Francuzka Doriane Vidal i Stine Brun Kjeldås z Norwegii. Na tych samych mistrzostwach zajęła też 19. miejsce w snowcrossie. W 2002 roku wystartowała na igrzyskach olimpijskich w Salt Lake City, gdzie zajęła 19. miejsce w halfpipe’ie.
W 2004 r. zakończyła karierę.

## Osiągnięcia

### Igrzyska olimpijskie
| Miejsce | Dzień     | Rok  | Miejscowość    | Konkurencja | Zwyciężczyni |
| ------- | --------- | ---- | -------------- | ----------- | ------------ |
| 19.     | 10 lutego | 2002 | Salt Lake City | Halfpipe    | Kelly Clark  |

### Mistrzostwa świata
| Miejsce | Dzień       | Rok  | Miejscowość          | Konkurencja | Zwyciężczyni  |
| ------- | ----------- | ---- | -------------------- | ----------- | ------------- |
| 3.      | 27 stycznia | 2001 | Madonna di Campiglio | Halfpipe    | Doriane Vidal |
| 19.     | 28 stycznia | 2001 | Madonna di Campiglio | Snowcross   | Karine Ruby   |

### Puchar Świata

#### Miejsca w klasyfikacji generalnej
- sezon 1999/2000: 43.
- sezon 2000/2001: 60.
- sezon 2001/2002: 20.
- sezon 2002/2003: -
- sezon 2003/2004: -

#### Miejsca na podium
Grönholm nigdy nie stawała na podium zawodów PŚ.